# Leucaena matudae
Leucaena matudae é uma espécie vegetal da família Fabaceae.
Apenas pode ser encontrada no México.